# Balto e Togo - La leggenda
Balto e Togo - La leggenda (The Great Alaskan Race) è un film del 2019 diretto da Brian Presley e interpretato da Brian Presley, Treat Williams e Brad Leland.
Tratto da una storia vera, il film vede come protagonista Leonhard Seppala (Brian Presley) e i suoi cani da slitta che nel 1925 aiutarono altri musher, percorrendo 91 miglia, a salvare la città di Nome, in Alaska, colpita da una tremenda epidemia di difterite.
Questo è il terzo film dedicato all'eroica impresa della Corsa del siero: nel 1995 venne realizzato un cartone animato della Universal Pictures intitolato Balto, diretto da Simon Wells e prodotto da Steven Spielberg. Successivamente, dopo 24 anni (nel 2019), la Disney realizzò Togo - Una grande amicizia, diretto da Ericson Core e disponibile soltanto sulla piattaforma Disney+.

## Trama
Alaska, 1917, Leonhard Seppala vince per la terza volta consecutiva la Sweepstakes Race, ma le cose però per lui cambiano quando sua moglie, Kiana, muore dopo il parto della loro figlia Sigrid, lasciandolo da solo con la bambina appena nata. 
Nel 1925, a Nome (Alaska), un bambino comincia a tossire durante la messa di Natale nella chiesa del paese. La cosa passa inosservata al Dottor Welch, ma quando anche gli altri bambini cominciano a tossire, si rende conto che qualcosa non va e decide di visitarne alcuni. Quando capisce che si tratta di difterite, cerca subito l'antitossina, ma inutilmente. Welch decide allora di avvertire il sindaco del paese e così scatta la quarantena per il paese. Tutti i paesi vicini cercano di mandare il siero a Nome, ma la bufera di neve impedisce agli aerei di decollare e il mare ghiacciato non fa partire le navi. Il sindaco chiama allora tutti i musher e dice loro che a Nenana, la città più vicina a Nome, hanno il siero ma che bisognerà creare una staffetta con la quale andare a prendere l'antitossina. Seppala inizialmente non vuole partire, poiché Sigrid non ha che lui al mondo, ma poi Constance, una delle infermiere dell'ospedale e figura materna per Sigrid, riesce a convincerlo a partire insieme a Togo, il suo cane migliore. Inizia così il viaggio. Dopo una fatica estrema alla fine l'antitossina arriva a Nome, ma Leonhard non ha più forze e sta per morire; in sogno però ha una visione di Kiana che gli dice di non mollare e di tornare da sua figlia, allora Seppala usa tutte le forze che gli sono rimaste per tornare a casa e perde i sensi. Leonhard si risveglia nel letto di casa sua, pronto per ricominciare a vivere al meglio la sua vita e a trascorrerla con Sigrid e Constance.

## Colonna sonora
Nell'album The Great Alaskan Race (Original Motion Pictures Soundtrack) sono presenti le seguenti tracce:
Musiche di John Koutselinis.
1. Main Title – 2:01
2. Remembering Kiana & the Journey Home – 2:01
3. The Great Alaskan Race (Main Theme) – 3:53
4. Seppala's Heritage and Kiana & Seppala – 3:42
5. Kiana's Passing and the Hunting of Anguta – 4:28
6. The Journey Begins – 4:30
7. Through the Darkness (The Norton Sound) – 5:12
8. The Separation – 3:16
9. Loss of a Child – 2:13
10. Heroes Not Forgotten – 3:28
11. Hope Fades – 4:03
12. Salvation (Delivering the Serum) – 2:58
13. Coming Back to Life – 1:46
14. Making Peace with Anguta & Finale – 3:05

Durata totale: 46:36

## Accoglienza

### Critica
Sulla base di 680 valutazioni e 23 recensioni (14 del pubblico e 9 della critica) su IMDb, il film ha ottenuto un punteggio di 5,3 su 10.
Tara McNamara di Common Sense Media ha assegnato al film due stelle su cinque, scrivendo "Il dramma storico intenso ma irregolare mette in mostra il lavoro di squadra." Bobby LePire di Film Threat gli ha dato cinque su dieci, scrivendo "...probabilmente ha familiarità con la trama...o dalle lezioni di storia della scuola elementare o dal film d'animazione altamente impreciso Balto." Dennis Harvey di Variety ha scritto "Con il suo tono generale di elevazione ispiratrice che troppo spesso è esplicitato nel dialogo piuttosto che sentito, Balto e Togo - La leggenda ha con l'"intrattenimento basato sulla fede" la stessa relazione che ha con il cinema d'azione e avventura: va in quella direzione, eppure in realtà non prende l'impegno."
Frank Scheck, critico di The Hollywood Reporter, ha osservato che il regista Brian Presley, sebbene offra una performance rispettabile e impegnativa, ha mostrato eccessiva ambizione nel scegliere questo complesso dramma d'avventura come suo esordio alla regia. Le scene di corsa dei cani, che dovrebbero risultare le più avvincenti del film, appaiono lente e mal realizzate. Inoltre, gli intervalli frequenti con scene drammatiche, che risultano eccessivamente complicate, contribuiscono a far calare costantemente la tensione. Tuttavia, ci sono alcuni aspetti positivi, come la recitazione di James Russo, che riesce quasi a rubare la scena con il suo breve ma intenso monologo.

### Incassi
Negli Stati Uniti il film ha guadagnato $ 485.603 e nel resto del mondo $ 239.812, per un totale di soli $ 725,415.